# クロスメディアバー

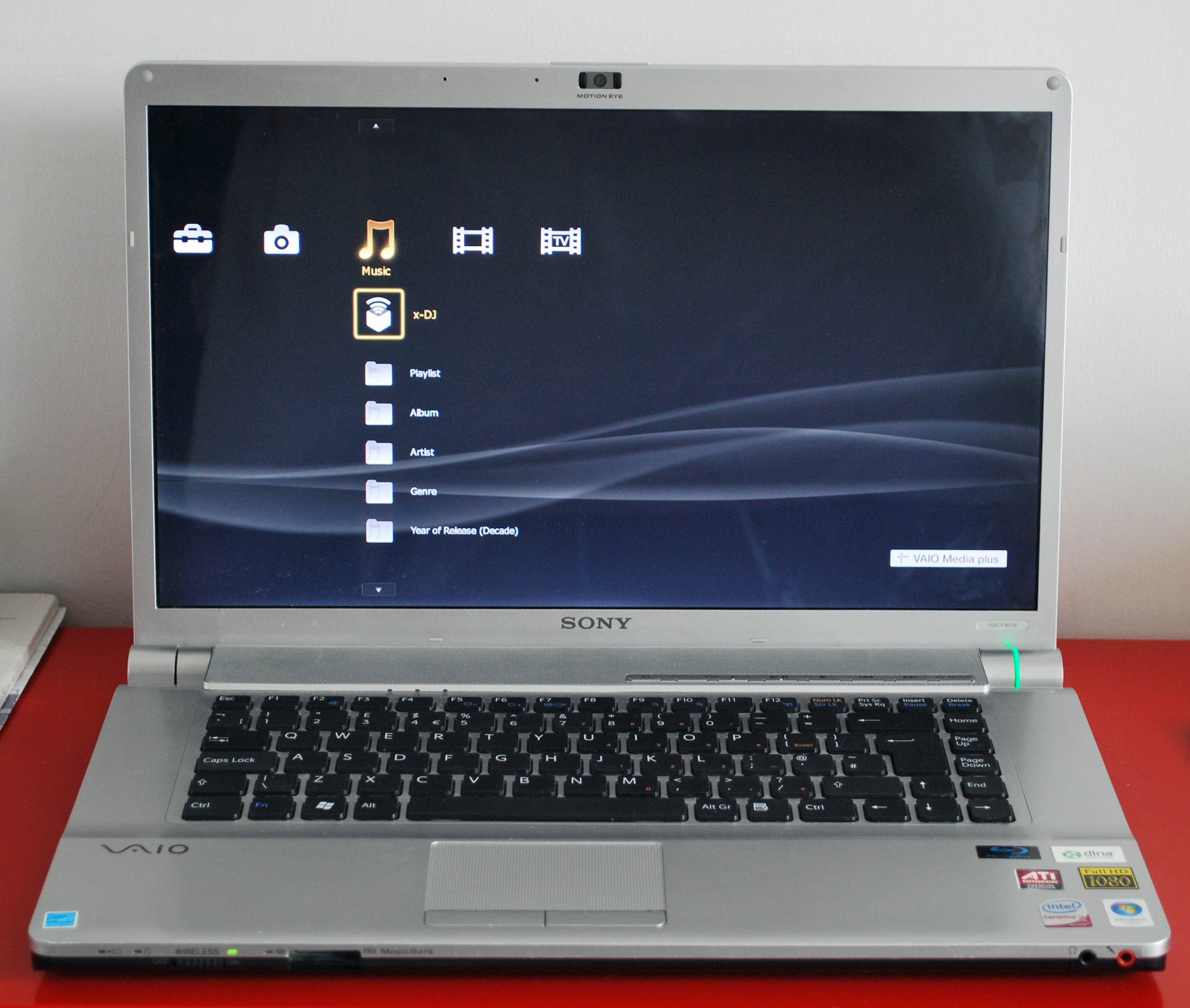
VAIO Media plusを起動しているクロスメディアバー

クロスメディアバー （Xross (=Cross) MediaBar; XMB） とは、ソニーが採用しているユーザインタフェースの一つ。アイコンの横方向と縦方向の列で、操作が分かれる。横はカテゴリ、縦はその内容（ただしVAIOは構造が異なる）を表す。元々PSX向けに開発・採用された。
2004年にグッドデザイン賞、2007年にはPSPのXMBがエミー賞を受賞した。

## 特徴
XMBの特徴は、横軸に各カテゴリ（機種により異なるがミュージック、ビデオなど）ら、縦軸に各メディア（メモリースティックなど）へと分かれ、その後グループ(パソコン上でいうフォルダ)からファイルを選択して、再生や回覧と進む手順になっている。アイコンが滑らかに動く様子や、非選択時には半透明化し、選択時にはバックでやわらかく点滅する効果など、視覚的にもわかりやすいデザインとなっている。
また、XMB製品は「ホーム」ボタンで各カテゴリを選ぶと、トップ画面に戻る。DVD/BDレコーダーの場合はXMBのみでは手早く操作できない録画予約等のためにリモコンに専用ボタンがあり、XMBと組み合わせて使用する。
キーの操作が縦と横でわかれているので、コンテンツの検索が縦方向でしか出来ないことから、大量のコンテンツの検索にはかえって手間を要することがある。
基本的に十字キーがあるハードウェアに適している。スクロールを多用しており全ての操作が一画面に収まらない場合が多いため、マウスやタッチパネルのようなデバイスには不向きである。
液晶WEGAのHVXシリーズとPSXはCPUに「Emotion Engine」と、描画プロセッサーに「Graphics Synthesizer」を搭載しているためXMBの動作が非常に滑らかになっている。BRAVIAのX1000、EX300シリーズ、PlayStation 3、スゴ録、BDZ-V7/V9も同様に滑らかな動作になっている。また、これらの製品はXMBを起動すると、視聴中の映像が半透明になる。だが、EX300シリーズは滑らかに動かずに動作がもっさりしている。近年発売された製品のXMB（J3000/5000以降のBRAVIAや2007年11月以降のBDZ等）は、映像の半透明表示は廃止され、動作も滑らかではなくなった。
前世代機でXMBを採用していたゲーム機のPlayStation VitaやPlayStation 4はXMBを採用しておらず、BRAVIAは2011年春モデルから、ブルーレイレコーダーは2016年春モデルで新UIとなり、PlayStation 3は2017年3月で出荷完了したため、現行の製品からXMBは姿を消すことになった。

## 採用製品
- PlayStation 3[3]
- PSX[4]
- PlayStation Portable
- VAIO（専用プリインストールソフトウェアの一部）
- スゴ録（PSX発売以降の機種）
- ブルーレイディスクレコーダー（BDZ-V9/V7以降）
- BRAVIA（一部非搭載機種あり）
- WEGA（HVXシリーズ）
- 有機ELテレビ XEL-1
- au向けソニーモバイル携帯電話（W21S等。一部非搭載機種あり）
- Windows Media Center